# IC 274
IC 274 — галактика типу NF (в процесі підтвердження) у сузір'ї Персей.
Цей об'єкт міститься в оригінальній редакції індексного каталогу.